# Maisenhälden
Maisenhälden ist ein zum Möckmühler Ortsteil Züttlingen im Landkreis Heilbronn im nördlichen Baden-Württemberg zählendes Hofgut.

## Geschichte
Maisenhälden wurde bereits um 1400 erwähnt und teilt die frühe Geschichte Züttlingens, mit dem es als würzburgisches Lehen 1676 in den Besitz der Herren von Ellrichshausen kam. Das Hofgut wurde nach dem Tode Reinhard von Ellrichshausens zunächst durch Pächter bewirtschaftet und 1818 von Friedrich von Ellrichshausen in Eigenverwaltung übernommen. Es wurde durch den Bau von Wirtschaftsgebäuden sowie in den 1850er Jahren durch Rodungen bedeutend erweitert und umfasste eine Größe von 506 Morgen. Auf dem Gut wurde vor allem Futterbau und Schafzucht betrieben. Das Rittergut bildete eine eigene Teilgemeinde innerhalb von Züttlingen. Von 1846 an war das Gut wieder an Pächter vergeben, nach Gründung der Züttlinger Zuckerfabrik an diese.